# NÖN-Leopold
Der NÖN-Leopold, benannt nach dem Landespatron Niederösterreichs, dem heiligen Leopold, ist ein Preis, der seit dem Jahr 2000 von den Niederösterreichischen Nachrichten verliehen wird. Vergeben wird er an herausragende Persönlichkeiten, Institutionen und Projekte aus Niederösterreich. Nominiert werden Persönlichkeiten von den jeweiligen Ressortleitern von Wirtschaft, Kultur und Sport einer Jury mit einer kurzen Beschreibung vorgeschlagen. Die Jury setzt sich aus 15 bis 25 Personen aus dem jeweiligen Gebiet zusammen. In der Kategorie Unsere Zukunft werden die Nominierungen von Projekten durch Einreichungen von Schulen ermittelt, wobei das beste Projekt durch die Chefredaktion ausgewählt wird und der Landeshauptmann bzw. die Landeshauptfrau Pate ist. Seit dem Jahr 2007 gibt es zu den ursprünglichen Kategorien zusätzlich die Kategorie Engagement. Einige Male gab es auch einen Ehren-Leopold. Seit 2019 gibt es die Kategorie Wissenschaft.

## Design der Bronze-Statue
Die bronzene Statue stammt vom 2012 verstorbenen Kremser Bildhauer Hans Freilinger. Drei Tage arbeitete der Bildhauer im Schnitt an einer einzelnen Leopold-Statue, eine abstrakte Figur mit angedeutetem Kopf und Heiligenschein. Sie ist 28 cm groß.

## Preiskategorien und Preisträger
| Kategorie KULTUR | Kategorie WIRTSCHAFT | Kategorie SPORT | Kategorie ENGAGEMENT |
| --- | --- | --- | --- |
| - 2000 Josef Hader - 2001 Karl Korab - 2002 Karlheinz Essl junior & Peter Loidolt - 2003 Heinz Cibulka - 2004 Adolf Frohner - 2005 HK Gruber - 2006 Robert Hammerstiel - 2007 Christian Muthspiel - 2008 Stefan Ruzowitzky - 2009 Heiligenkreuzer Mönche - 2010 Friedrich Cerha - 2011 Rudolf Buchbinder - 2012 Michael Haneke - 2013 Lukas Resetarits - 2014 Bijan Khadem-Missagh - 2015 Karl Merkatz - 2016 Peter Turrini - 2017 Lois Lammerhuber - 2018 Andrea Eckert - 2018 Felix Mitterer - 2020 Ursula Strauss - 2021 Daniela Fally - 2022 Michael Garschall - 2023 Thomas Gansch - 2024 Oska (Maria Burger) | - 2000 Wolfgang Wimmer - 2001 Rudolf Gruber & Norbert Zimmermann - 2002 Rudolf Leiner - 2003 Friedrich Schmid - 2004 Günther Hassler - 2005 Christian Dries - 2006 Herbert Koch - 2007 Cornelius Group - 2008 Hannes Coreth & Herbert Fichta - 2009 Franz Wohlfahr - 2010 Burkhard Hofer - 2011 Herman Ploner - 2012 Johannes Riegl - 2013 Franz Graf - 2014 Hubert Schuhleitner - 2015 Erich Erber - 2016 Doka Group - 2017 Flughafen Wien AG - 2018 Markus Pollmann - 2019 Berndorf AG - 2020 Klenk & Meder - 2021 F. List GmbH - 2022 Welser Profile - 2023 Fa. Eis-Greißler - 2024 Mosser | - 2000 Michaela Dorfmeister - 2001 Michaela Dorfmeister - 2002 Michaela Dorfmeister - 2003 Werner Schlager - 2004 Karin Mayr-Krifka - 2005 Michaela Dorfmeister - 2007 Kathrin Zettel - 2008 Markus Brier - 2009 Benjamin Karl - 2010 Jürgen Melzer - 2011 Benjamin Karl - 2012 Beate Schrott - 2013 Doris und Stefanie Schwaiger - 2014 Thomas Diethart - 2015 Dominic Thiem - 2016 Dominic Thiem - 2017 Ivona Dadic - 2018 Dominic Thiem - 2019 Dominic Thiem - 2020 Gunnar Prokop (Ehrenpreis) - 2021 Anna Kiesenhofer - 2022 Benjamin Karl - 2023 Anna-Maria Alexandri und Eirini-Marina Alexandri - 2024 Jessica Pilz | - 2007 Verein Rettet das Kind - 2008 Sozialtherapeutische WG Roseldorf - 2009 Maria Hetzer - 2010 Walter Feninger - 2011 AKUTteam NÖ - 2012 NÖKISS - 2013 Karl Rottenschlager - 2014 Helga Buttinger - 2015 Elisabeth Stoiber - 2016 Bergrettung NÖ / Wien - 2017 Verein Neustart - 2018 Verein PatInnen für alle - 2019 Verein Gelebte Hoffnung - 2020 Verein Sirius - 2021 Autismuszentrum Sonnenschein - 2022 Maria Hengstberger - 2023 Verein Leila - 2024 Stephanie Fürstenberg – Trägerverein „Tut Kindern Gut“ |

| Kategorie COURAGE | Kategorie UNSERE ZUKUNFT | Kategorie WISSENSCHAFT | EHREN-LEOPOLD |
| --- | --- | --- | --- |
| - 2018 Angela Fischer - 2019 Alfred Rauscher - 2020 Angela Klier, Peter und Karin Unger, Franz Maderner - 2021 Jakob Etzel und Franziska Drechsel - 2022 Luca Eidler und Maximilian Soltiz - 2023 Kevin Hrdlicka - 2024 Manisha Schlenz und Livia Gregorova | - 2019 ÖKO NNÖMS Pottenbrunn - 2020 Höhere Tourismusschule St. Pölten - 2021 HAK Ybbs Digital Business - 2022 Volksschule Kirchstetten - 2023 Bundesoberstufenrealgymnasium Deutsch-Wagram - 2024 Sport-Mittelschule St. Valentin/Schubertviertel | - 2019 Angela Sessitsch - 2020 Martha Keil - 2021 Gerald Gartlehner - 2022 Sandra Häuplik-Meusburger - 2023 Stefan Nehrer - 2024 Jiří Friml | - 2001 Siegfried Ludwig - 2002 Einsatzkräfte Hochwasser - 2006 Michaela Dorfmeister - 2019 Waltraut Haas - 2020 Gunnar Prokop |